# Лайминг, Павел Александрович
Павел Александрович фон Лайминг (1852 — после 1917) — генерал от инфантерии (26.11.1914) Русской императорской армии, участник русско-турецкой и русско-японской войны; брат генерала РИА В. А. Лайминга.

## Биография
Павел Лайминг родился в 1852 году; из дворян Псковской губернии, сын майора Александра Ивановича Лайминга. Образование получил в Первой Санкт-Петербургской военной гимназии и Втором военном Константиновском училище, из которого в 1871 году был выпущен прапорщиком в 24-ю артиллерийскую бригаду.
В составе войск 13-го армейского корпуса Павел Александрович Лайминг принял участие в русско-турецкой войне 1877—1878 гг., по окончании которой поступил в Николаевскую академию генерального штаба, по окончании которой дальнейшую службу проходил по Генеральному штабу Русской императорской армии.
В 1896 году П. А. Лайминг был назначен командиром 16-го пехотного Ладожского полка, но командовал им недолго и в том же году был назначен начальником Московского пехотного юнкерского училища (позднее Алексеевское военное училище).
В 1897 году Павел Александрович Лайминг был произведён в генерал-майоры, в 1901 году назначен начальником Александровского военного училища, в 1903 году стал командующим 2-й пехотной дивизией, а 2 августа 1904 года — командующим 55-й пехотной дивизией, с которой принял участие в войне с Японией.
В сражении на реке Шахе 1 октября 1904 года, когда 219-й пехотный Юхновский полк, потеряв около двух третей офицерского состава, дрогнул, Лайминг, за выбытием из строя командира этого полка, стал во главе его и лично повел полк в атаку, во время которой был ранен; несмотря на рану, он остался в строю до окончания боя. За этот подвиг Лайминг был награждён орденом Святого Георгия 4-й степени.
Другими его наградами за храбрость, проявленную в русско-японской войне, стали чин генерал-лейтенанта и орден Святой Анны 1-й степени с мечами.
В 1906 году Лайминг был назначен командиром 10-го армейского корпуса, в 1907 году переведён в распоряжение военного министра, в 1908 году стал помощником главного начальника военно-учебных заведений, а в 1910 году — генералом для поручений при генерал-инспекторе военно-учебных заведений (Великом Князе Константине Константиновиче).
На 1914 год Лайминг числился в списках 184-го пехотного Варшавского полка.
16 марта 1916 был направлен на фронт Первой мировой войны, получив в командование недавно созданный 45-й армейский корпус, входивший в состав 11-й армии Российской империи.
После Февральской революции был заменён генералом Е. Ф. Новицким и зачислен в резерв чинов при штабе Петроградского военного округа.
После Октябрьского переворота 1917 года проживал в местечке Лебяжье (в окрестностях Ораниенбаума) в имении жены своего брата, вместе с которым был арестован большевиками. Умер в Московской тюрьме. 
Был женат на Александре Фёдоровне Натус, от которой имел двоих сыновей.